# Andrés Percivale
Andrés Luis Percivale (Buenos Aires, 23 de julio de 1939 -Buenos Aires, 26 de mayo de 2017) fue un presentador de televisión, periodista y actor argentino. Se retiró del mundo del espectáculo para dedicarse a la enseñanza de yoga durante los últimos treinta años de su vida.

## Biografía
Su padre era rentista. Tuvo dos hermanas mucho mayores que él. Su madre ―de apellido Isola― se oponía a que él estudiara, así que ―a pesar de pertenecer a una familia pudiente― comenzó a trabajar desde la adolescencia. Cursó la carrera de arquitectura pero no llegó a graduarse. Sus amigos estudiantes de la juventud universitaria en el barrio de Devoto eran Bebe Righi (luego ministro del Interior de Campora y mentor en Derecho del expresidente argentino Alberto Fernández) y Horacio de la Fuente, luego juez camarista del fuero laboral y hermano del prestigioso cardiólogo Luis De la Fuente, entre otros.
En 1966 fue el primer conductor del informativo televisivo Telenoche, junto a la periodista Mónica Cahen D'Anvers. A fines de 1967 ―con solo 29 años de edad― viajó como corresponsal a la guerra de Vietnam.
A su regreso cubrió el Mayo Francés (mayo de 1968) en París. y en los últimos días de mayo de 1969 fue el único periodista de Buenos Aires que cubrió el Cordobazo junto a Irineo Sergio Villarruel.
Durante la década de 1970 incursionó como actor en teatro, televisión y como cantante grabando un disco de canciones. Impulsado por Eduardo Bergara Leumann en la famosa La Botica del Ángel actuó en Setenta pecados siete junto a Mecha Ortiz, Malisa Zini y Cipe Lincovsky, en "¡Diferentes!", en el Astral, con Jorge Barreiro y otras piezas de teatro, su última aparición teatral fue en Multiteatro en 2012, dirigido por Santiago Doria, junto a Pablo Alarcón y Thelma Biral. 
Posteriormente participó en papeles secundarios en varias películas: Un elefante color ilusión (1970), Juan Manuel de Rosas (1972), Olga, la hija de aquella princesa rusa (1977) con Libertad Leblanc, Así es la vida (1977) y La mamá de la novia (1978) con Libertad Lamarque. En 1974 dirigió Greta Garbo (¡quién diría!) está bien y vive en Barracas de Fernando Melo con Miguel Ángel Solá y Osvaldo Tesser.
De ese período data su fugaz casamiento con la modelo Perla Caron
Como periodista regresó a la televisión con Mónica y Andrés (1980), Los retratos de Andrés (1982), A las 7 de la tarde (1989-1990), Telediario (1990-1991), Graciela & Andrés (1991, junto a Graciela Alfano), Loft (1993), Volver a vivir (1993), Teleganas (1997) y Yo amo a la TV (1998-2000). En 1984 abrió una agencia de publicidad, AL-Producciones S. A.
En 1982 conoció a la maestra de yoga Indra Devi que lo interesó en disciplinas orientales. Desde mediados de los años ochenta era maestro de yoga. actividad a la que se dedicó plenamente en las últimas tres décadas de su vida. Publicó cuatro libros sobre esa disciplina.

El yoga es el medio más eficaz para escuchar lo que el cuerpo dice.
Andrés Percivale

### Salud
Debido a su adicción al cigarrillo, desde los años 90 padeció de EPOC (enfermedad pulmonar obstructiva crónica). En septiembre de 2010 se le detectó un cáncer de pulmón, que remitió gracias a la quimioterapia. Falleció por esa dolencia el 26 de mayo de 2017.

## Filmografía

### Televisión
- 1963: Universidad del aire. Reseña cultural
- 1966: Telenoche. Canal 13.
- 1973: Mattinne Canal 11.
- 1980: Mónica y Andrés. Canal 9
- 1982: Los retratos de Andrés. Canal 13
- 1989-1990: A las Siete de la Tarde
- 1990-1991: Telediario
- 1991-1992: Graciela & Andrés. ATC
- 1993: Loft
- 1993-1994: Volver a vivir
- 1994: Teleobjetivo
- 1997: Teleganas ATC
- 1998-2000: Yo amo a la TV. ATC/América TV
- 2012: 1002 momentos de la tele (serie de televisión, archivo de videos). Volver.

### Cine
- 1970: Un elefante color ilusión
- 1972: Juan Manuel de Rosas
- 1972: Olga, la hija de aquella princesa rusa
- 1977: Así es la vida
- 1978: La mamá de la novia

### Discografía
- 1969: "Viajando en globo" (Simple) - RCA

## Premios
Recibió varios premios Martín Fierro
- 1970: Conducción
- 1970: Conducción en programa periodístico
- 1972: Conducción
- 1973: Conducción, junto con Héctor Larrea y Juan Carlos Pinocho Mareco
- 1975: Conducción

## Libros
- Manual de yoga contemporáneo
- Recuperar el paraíso (el cuerpo es el piano y el sonido es el espíritu)
- El yoga de las cuatro estaciones (calendario yoga)
- Quien es feliz tiene razón.